# Utetheisa umata
Utetheisa umata är en fjärilsart som beskrevs av Jordan 1939. Utetheisa umata ingår i släktet Utetheisa och familjen björnspinnare. Inga underarter finns listade i Catalogue of Life.